# Valdemar Langlet
Valdemar Langlet [lan'lé] (Lerbo, Suècia, 17 de desembre de 1872 – Estocolm, 16 d'octubre de 1960) va ser un editor i esperantista suec. A Budapest amb la seva dona Nina Borovko-Langlet va salvar molts jueus de l'Holocaust, proporcionant-los documents amb la nacionalitat sueca. Raoul Wallenberg es va inspirar en ell i va utilitzar el mateix mètode per salvar persones jueves. El 1965 Valdemar i Nina Langlet van ser reconeguts com a Justos entre les Nacions al Museu de l'Holocaust o Yad Vashem.

## Joventut i esperantisme
De jove va estudiar a Alemanya, Àustria i Suïssa. Posteriorment, va treballar com a enginyer, editor i periodista de molts diaris suecs (entre altres, Svensk Handelstidning i Svenska Dagbladet). Va escriure llibres sobre afers actuals i sobre viatges a cavall a Rússia i Hongria. El 1890 va aprendre la llengua auxiliar internacional esperanto i el 1891 va ser un dels membres fundadors del club d'esperanto d'Uppsala, el segon club esperantista del món. Durant molts anys Langlet va ser president d'aquest club. El 1906 esdevingué el primer president de la federació esperantista sueca i va romandre en el càrrec fins al cisma de l'ido durant la Pasqua de 1909.
El 1899 es va casar amb l'esperantista finlandesa Signe Blomberg de Turku, que moriria el 1921. Posteriorment va conèixer Nina Borovko, filla del seu amic i també esperantista rus Nikolai Afrikanovich Borovko. El 1925 Valdemar i Nina es van casar.
El 1932 Langlet va ser contractat per la Universitat de Budapest com a professor de llengua sueca. Alhora, va treballar com a agent de l'Ambaixada sueca a Budapest.

## Segona Guerra Mundial
El 1944 la Segona Guerra Mundial esdevenia més i més perillosa per la vida dels hongaresos i Langlet encara treballava a la universitat i a l'ambaixada. Des d'allà va veure la cruel persecució dels jueus i també d'altres persones no afavorides pel règim feixista. Juntament amb la seva dona Nina, va iniciar una feina humanitària sota la protecció de la Creu Roja sueca. Primer ajudava els seus coneguts, però de mica en mica el grup va anar creixent i aviat va tenir una llarga cua de persones a la seva porta que suplicaven la seva ajuda.
En aquell moment, la casa de Nina i Valdemar ja no era suficient per a la seva feina humanitària i van llogar apartaments, cases i granges. Diverses persones que deixaven la ciutat els van deixar la seva casa. Van arranjar moltes ubicacions, tant a Budapest com a les àrees circumdants, com orfenats i cases de seguretat per persones grans. Van distribuir-hi aliments i medicines. A algunes d'aquestes cases hi van amagar persones perseguides pels feixistes hongaresos o per les SS alemanyes.
Durant el darrer any de la guerra, milers i milers de jueus hongaresos van ser transportats als camps d'extermini. Langlet des dels seus primers anys a Budapest havia establert bones relacions amb moltes famílies jueves. A principis de 1944 va notar que algunes persones havien desaparegut sense deixar rastre. Altres li van expressar la seva por de ser arrestades. Langlet va decidir actuar.Tot i que no tenia el dret d'actuar sense sanció de les autoritats sueques a Estocolm, va instal·lar una unitat protectora especial de l'ambaixada, i després una oficina a casa seva. En el nom de la Creu Roja sueca va començar a publicar impressos de verificació de documents que garantien la ciutadania sueca, de manera que la persona que en portava era sota "protecció sueca especial."

## Darrers anys
Valdemar i Nina Langlet van continuar la seva feina humanitària fins i tot en el moment caòtic quan l'exèrcit soviètic va entrar a Budapest. Pocs mesos després del final de la guerra, amb més de setanta anys i en un delicat estat de salut, Valdemar i la seva dona van fer el llarg i esgotador viatge de tornada a Suècia, portant només una mica de roba i alguns objectes personals. Van tornar a la petita localitat de Lerbo, a prop de Katrineholm, a la part central de comtat de Södermanland i hi van viure en condicions modestes.
Les accions de Valdemar i Nina Langlet són conegudes a Hongria. Així, a Budapest hi ha una escola i un carrer que porten el seu nom. També a Israel són honorats com "Justos entre les nacions". En canvi, a Suècia la seva figura està eclipsada per la de Raoul Wallenberg i el seu tràgic destí, després de ser capturat per la policia secreta soviètica.

## Obres

### Obres de Valdemar i Nina Langlet
- Valdemar Langlet: Till häst genom Ryssland 1898 (en suec)
- Valdemar Langlet: Till häst genom Ungern. 1934 (en suec)
- Valdemar Langlet: Verk och dagar i Budapest. 1946 (en suec)
- Valdemar Langlet: Al la memoro de Józef Waśniewski[Enllaç no actiu] (poema en esperanto) Fundamenta Krestomatio,
- Nina Langlet: Kaos Budapest. 1982 (en suec)
- Valdemar Langlet: Reign of Terror: The Budapest Memoirs of Valdemar Langlet 1944-1945. Skyhorse Publishing 2013

### Obres sobre Valdemar i Nina Langlet
- Henry Thomander: Valdemar Langlet - heroo en la ombro de Wallenberg (en esperanto)
- La Espero - Organo de Sveda Esperanto-Federacio, 1991:1 (en esperanto)
- Henry Thomander: Valdemar Langlet - en hjälte i Wallenbergs skugga (en suec)
- Södermanlands Nyheter, 1992 04 03 (en suec)
- Kalle Kniivilä: Esperantisto kontraŭ malhomeco Esperanto – Organo de UEA, 1995:5. (en esperanto)
- Agneta Emanuelsson: Valdemar Langlet - en glömd hjälte (en suec)
- Björn Runberg: Valdemar Langlet - räddare i faran (en suec)